# Tivoli (Achterbahnmodell)

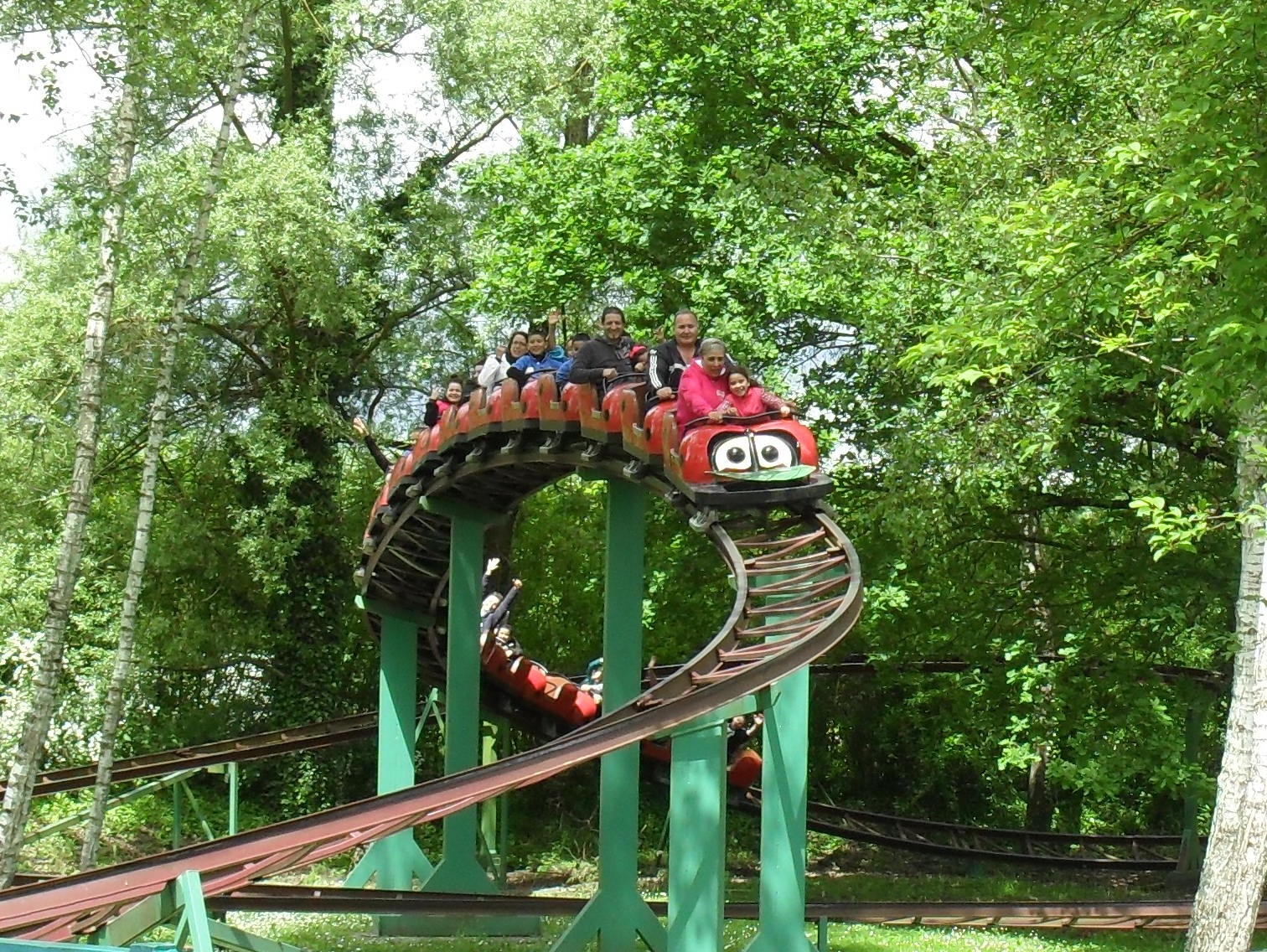
Tivoli Coaster und die typischen Marinkäferzüge von La Coccinelle in Walibi Rhône-Alpes

Tivoli ist die Bezeichnung eines sitzenden Stahlachterbahnmodells des Herstellers Zierer Rides. Das Achterbahnmodell der Kategorie Familienachterbahn adressiert primär Familien und Kinder. Zurzeit gibt es insgesamt 87 Auslieferungen, davon 25 Versetzungen. Die erste Auslieferung war Mariehønen (dänisch für Marienkäfer) in Tivoli (Kopenhagen). Da auch bei vielen anderen Anlagen der Zug als Marienkäfer gestaltet wurde, werden die Bahnen umgangssprachlich oft allgemein als Marienkäferbahn bezeichnet.
Das Achterbahnmodell gibt es in mehreren Varianten. Neben den fünf Standardvarianten small, small variant, medium, large und new gibt es noch Auslieferungen mit kundenspezifischem Layout. Gemein haben alle Varianten, dass der Zug mittels Reibrädern den Lifthill hinauf gezogen wird.

## Tivoli (small)
Tivoli (small) ist die kleinste Variante. Mit einer Gleislänge von 60,2 m und einer Höhe von 3,3 m passt sie auf eine Grundfläche von 23,5 m × 12 m. Sie hat eine Höchstgeschwindigkeit von 26 km/h. Von dieser Variante wurden 21 Anlagen ausgeliefert, davon vier versetzt. Zwei Anlagen davon wurden in einer modifizierten Variante ausgeliefert.

### Standorte Tivoli (small)
| Achterbahn                              | Betreiber                                            | Land                      | Eröffnung                     | Schließung      |
| --------------------------------------- | ---------------------------------------------------- | ------------------------- | ----------------------------- | --------------- |
| Buzz Coaster                            | Funland                                              | Indonesien                | 2008–2011                     | 2017            |
| Catariños                               | Parque Plaza Sesamo                                  | Mexiko                    | 2006 oder früher              |                 |
| Coccinelle                              | Walibi Belgium                                       | Belgien                   | 1999                          |                 |
| Endicott Emerald Mine                   | Wild Zone Adventure                                  | Kanada                    | unbekannt                     | 30. Juni 2009   |
| Froschbahn                              | Bayern-Park                                          | Deutschland               | 1995                          |                 |
| Hoot N Hooler                           | Six Flags Darien Lake                                | Vereinigte Staaten        | 1981                          |                 |
| Kaninus                                 | BonBon-Land                                          | Dänemark                  | 1997                          | 2009            |
| Kiddie Coaster                          | Hanshin Park                                         | Japan                     | unbekannt                     | 2001–2003       |
| Lady Bug Coaster                        | Marineland                                           | Kanada                    | 1979                          |                 |
| Ladybird                                | Wicksteed Park                                       | Vereinigtes Königreich    | 1999                          |                 |
| Mariehønen                              | Bakken                                               | Dänemark                  | 1981                          |                 |
| Mariehønen                              | Tivoli Gardens                                       | Dänemark                  | 1973                          | 1993–1998       |
| Marienkäfer Hochbahn                    | Churpfalzpark                                        | Deutschland               | 1983                          |                 |
| Nyckelpigan                             | Gröna Lund                                           | Schweden                  | 1976                          |                 |
| Puff the Little Fire Dragon             | Lagoon                                               | Vereinigte Staaten        | Mai 1985                      |                 |
| Ronde des Rondins                       | Fraispertuis City Parc Astérix                       | Frankreich                | 19. April 2014 1989           | September 2013  |
| Timber Ride                             | Legoland Billund                                     | Dänemark                  | 1978                          | 19. August 2013 |
| Vauhtimato                              | Särkänniemi                                          | Finnland                  | 1984                          |                 |
| Wild West Express Endicott Emerald Mine | Glenwood Caverns Adventure Park Wild Zone Adventures | Vereinigte Staaten Kanada | 25. Mai 2012 2001 oder früher | 30. Juni 2009   |
| unbekannter Name                        | Anna's Hoeve                                         | Niederlande               | 1974 oder später              | unbekannt       |
| unbekannter Name                        | Parque Mariscal Santa Cruz                           | Bolivien                  | 2006–2007                     |                 |

### Standorte Tivoli (small variant)
| Achterbahn              | Betreiber                | Land                   | Eröffnung | Schließung |
| ----------------------- | ------------------------ | ---------------------- | --------- | ---------- |
| Bayou Express Karavanen | Le Fleury Tivoli Gardens | Frankreich Dänemark    | 2020 1999 | 2018       |
| Dino Chase              | Paultons Park            | Vereinigtes Königreich | 2003      |            |

## Tivoli (medium)
Die Variante Tivoli (medium) ist die Variante mittlerer Größe. Sie hat eine Gleislänge von 199 m, erreicht eine Höhe von 6 m und findet auf einer 38,95 m × 23 m großen Grundfläche Platz. Die Höchstgeschwindigkeit beträgt 32 km/h. Hiervon wurden 19 Anlagen ausgeliefert, davon vier Versetzungen.

### Standorte
| Achterbahn                         | Betreiber                                        | Land                     | Eröffnung           | Schließung        |
| ---------------------------------- | ------------------------------------------------ | ------------------------ | ------------------- | ----------------- |
| Achtbaan                           | Amusementpark Tivoli                             | Niederlande              | 1980                |                   |
| Achtbaan Cirkusexpressen           | Mondo Verde Liseberg                             | Niederlande Schweden     | 11. April 2009 1977 | 2008              |
| Alap Alap                          | Dunia Fantasi                                    | Indonesien               | 1986                |                   |
| Cat-O-Pillar Coaster               | Paultons Park                                    | Vereinigtes Königreich   | 2000                |                   |
| Children Coaster                   | Nagashima Spa Land                               | Japan                    | 1983                |                   |
| Drako Tarzungle                    | Walibi Holland Zygo Park                         | Niederlande Frankreich   | 1992 1987           | 1991              |
| Familienachterbahn                 | Schloss Beck                                     | Deutschland              | 1987                |                   |
| Family Coaster                     | Guilin Merryland Theme Park                      | Volksrepublik China      | 2004 oder früher    |                   |
| Holzwurmachterbahn                 | Jaderpark                                        | Deutschland              | 1996                |                   |
| Kombo                              | Indianapolis Zoo                                 | Vereinigte Staaten       | 19. April 2001      |                   |
| Ladybird                           | Lightwater Valley                                | Vereinigtes Königreich   | 1993                |                   |
| Live Oak Ladybug                   | Carousel Gardens                                 | Vereinigte Staaten       | 1988                | 2010              |
| Rattlesnake Coaster Family Coaster | Adventureland Navel Land                         | Vereinigte Staaten Japan | 2000 Juli 1995      | 25. Dezember 1998 |
| SOS Numérobis                      | Parc Astérix                                     | Frankreich               | 1990                |                   |
| Tentomushi                         | Tobu Zoo Park                                    | Japan                    | 1998                |                   |
| Timber Twister                     | Gilroy Gardens Family Theme Park                 | Vereinigte Staaten       | 15. Juni 2001       |                   |
| Tivoli Coaster                     | Toy Kingdom                                      | Japan                    | 1988                |                   |
| Zeeslang Avonturenslang            | DippieDoe Familienpark Avonturenpark Hellendoorn | Niederlande              | 2005 1978           | 2013 2004         |
| unbekannt                          | Formosa Fun Coast                                | Taiwan                   | 2002 oder früher    | 28. Juni 2015     |

## Tivoli (large)
Mit Tivoli (large) existiert die größte Variante der Tivoli-Familie. Bei einer Gleislänge von 360 m und einer Höhe von 8 m erreicht der Zug eine Höchstgeschwindigkeit von 36 km/h. Die Grundfläche beträgt 42 m × 37,3 m.
Insgesamt wurden von dieser Variante 29 Anlagen ausgeliefert, davon neun Versetzungen.

### Standorte
| Achterbahn                                        | Betreiber                                                    | Land                             | Eröffnung                  | Schließung            |
| ------------------------------------------------- | ------------------------------------------------------------ | -------------------------------- | -------------------------- | --------------------- |
| Big Apple                                         | Allou Fun Park                                               | Griechenland                     | 2002–2008                  |                       |
| Catarina Keverbaan                                | Selva Mágica Attractiepark Slagharen                         | Mexiko Niederlande               | 2001 1976                  | 2008–2011 2000        |
| Catwoman's Whip                                   | Six Flags New England                                        | Vereinigte Staaten               | 5. Mai 2000                |                       |
| Choconoy                                          | Xetulul                                                      | Guatemala                        | Juni 2002                  |                       |
| Chura Racer                                       | Serengeti Park                                               | Deutschland                      | 1999                       | 2019                  |
| Cobra                                             | Six Flags Discovery Kingdom                                  | Vereinigte Staaten               | 2000                       |                       |
| Coccinelle                                        | Walibi Rhône-Alpes                                           | Frankreich                       | 1992                       |                       |
| Coccinelle                                        | Walibi Sud-Ouest                                             | Frankreich                       | 1992                       |                       |
| Die eiserne Schlange Colorado Express Seeschlange | Magic Park Verden Varde Sommerland Hansa-Park                | Deutschland Dänemark Deutschland | 2003 unbekannt 1977        | 2002 1992             |
| Egg-Spress                                        | Pleasurewood Hills                                           | Vereinigtes Königreich           | 1986                       |                       |
| Green Snake                                       | De Valkenier                                                 | Niederlande                      | 1981                       |                       |
| Harley Quinn Crazy Train                          | Six Flags Great Adventure                                    | Vereinigte Staaten               | 1999                       |                       |
| Keverbaan unbekannter Name                        | Bellewaerde Gröverland                                       | Belgien Deutschland              | 1981 1978 oder früher      | 2022 1980 oder später |
| Kikkerachtbaan                                    | Duinrell                                                     | Niederlande                      | 1985                       |                       |
| Ladybird                                          | Dreamland Margate                                            | Vereinigtes Königreich           | 1986 oder früher           | 1998                  |
| Marienkäferbahn unbekannter Name                  | Fort Fun Abenteuerland Löwensafari und Freizeit-Park Tüddern | Deutschland                      | 1986 unbekannt             | unbekannt             |
| Marienkäferbahn                                   | Freizeit-Land Geiselwind Traumlandpark                       | Deutschland                      | 1989 1979                  | 2008 1985             |
| Marienkäferbahn                                   | Freizeitpark Kirchhorst                                      | Deutschland                      | unbekannt                  | 1985 oder früher      |
| Rasender Tausendfüßler                            | Erlebnispark Tripsdrill                                      | Deutschland                      | 1986                       |                       |
| Roller Coaster Beaver Land Mine Ride              | Papéa Parc Geauga Lake & Wildwater Kingdom                   | Frankreich Vereinigte Staaten    | 2009 5. Mai 2000           | 16. September 2007    |
| Rudy's Rapid Transit Firefly Roller Coaster       | Santa's Village New England Playworld                        | Vereinigte Staaten               | 1988 1981                  | November 1987         |
| Serpent Hopi                                      | OK Corral                                                    | Frankreich                       | 2002 oder früher           |                       |
| Tom y Jerry Boardwalk Canyon Blaster              | Parque Warner Madrid Six Flags Fiesta Texas                  | Spanien Vereinigte Staaten       | 6. April 2002 nie eröffnet | nie eröffnet          |
| Treetops Rollercoaster                            | Oakwood Theme Park                                           | Vereinigtes Königreich           | 1989                       |                       |
| Tsunami                                           | Six Flags Mexico                                             | Mexiko                           | 1981                       |                       |
| Vigía                                             | Parque de la Costa                                           | Argentinien                      | 1998                       |                       |
| Wilde Biene                                       | Safariland Stukenbrock                                       | Deutschland                      | 1979                       |                       |
| #LikeMe Coaster                                   | Plopsaland De Panne                                          | Belgien                          | 1976                       |                       |

## Tivoli (new)
Die Variante Tivoli (new) ist die höchste der Tivoli-Reihe und wurde dreimal ausgeliefert. Sie ist 18 m hoch und 384 m lang.

### Standorte
| Achterbahn       | Betreiber         | Land                   | Eröffnung |
| ---------------- | ----------------- | ---------------------- | --------- |
| Green Scream     | Adventure Island  | Vereinigtes Königreich | 1999      |
| Orca Ride        | Boudewijn Seapark | Belgien                | 2000      |
| Raupenachterbahn | Bayern-Park       | Deutschland            | 2001      |

## Tivoli (sonstige)
Neben den vier erwähnten Varianten existieren noch kundenspezifische Auslieferungen. Davon existieren 15 Auslieferungen, einschließlich vier Versetzungen.

### Standorte
| Achterbahn                                    | Betreiber                                                          | Land                   | Eröffnung                   | Schließung                        |
| --------------------------------------------- | ------------------------------------------------------------------ | ---------------------- | --------------------------- | --------------------------------- |
| Autosled                                      | Galaxyland Amusement Park                                          | Kanada                 | 1985                        |                                   |
| Barnstormer                                   | Adventure Island                                                   | Vereinigtes Königreich | 2000                        |                                   |
| Buccaneer Bay Bullet Bullet                   | Shining Waters Family Fun Park Crystal Palace Amusement Park       | Kanada                 | Juli 2016 1991              | 1. September 2014                 |
| Field Runner Silver Streak                    | Sky Ranch Pampanga Storyland                                       | Philippinen            | 30. November 2014 unbekannt | 2009–2012                         |
| Ghoster Coaster                               | Puriland                                                           | Indonesien             | 1997                        | 2020                              |
| Huracan                                       | Perimágico                                                         | Mexiko                 | 1995                        |                                   |
| Jaguar!                                       | Knott’s Berry Farm                                                 | Vereinigte Staaten     | 17. Juni 1995               |                                   |
| Marienkäferbahn Leppäkerttujuna Kiddy Coaster | Freizeitpark Traumland auf der Bärenhöhle Wasalandia Planet FunFun | Deutschland Finnland   | 1996 1995 1991              | 8. Oktober 2023 1995 Februar 1995 |
| Pepsi Orange Streak                           | Nickelodeon Universe                                               | Vereinigte Staaten     | 11. August 1992             |                                   |
| Rampage New Roller Coaster                    | Big Sheep New MetroLand                                            | Vereinigtes Königreich | 25. März 2016 Februar 1988  | 20. April 2008                    |
| Reindeer Coaster                              | Glücks Königreich                                                  | Japan                  | 1995                        | 2001                              |
| Roller Coaster                                | Fantasy Kingdom                                                    | Bangladesch            | 2002                        |                                   |
| Roller Coaster                                | Yoyo Land                                                          | Thailand               | 1995                        |                                   |
| Viktor Vandorm Flinker Fridolin               | BonBon-Land Panorama-Park Sauerland Wildpark                       | Dänemark Deutschland   | 9. April 2009 1993          | 2007                              |
| unbekannter Name                              | Kure Portopialand                                                  | Japan                  | 1998 oder früher            | 1998 oder später                  |